# Кайское сельское поселение
Кайское сельское поселение — упразднённое муниципальное образование (сельское поселение) в составе Верхнекамского района Кировской области. Административный центр — село Кай.

## История
Кайское сельское поселение образовано 1 января 2006 года согласно Закону Кировской области от 07.12.2004 № 284-ЗО, в его состав вошли населённые пункты бывших Кайского и Пушейского сельских округов.
К 2021 году упразднено в связи с преобразованием муниципального района в муниципальный округ.

## Население
| 2010 | 2012 | 2013 | 2014 | 2015 | 2016 | 2017 |
| ---- | ---- | ---- | ---- | ---- | ---- | ---- |
| 639  | ↘583 | ↘539 | ↘512 | ↘501 | ↘465 | ↘436 |
| 2018 | 2019 | 2020 | 2021 |      |      |      |
| ↘416 | ↘387 | ↘362 | ↘286 |      |      |      |

## Состав
В состав сельского поселения входят 12 населённых пункта (население, 2010):
| - село Кай — 259 чел.; - деревня Булатово — 0 чел.; - деревня Захарово — 18 чел.; - посёлок Кряжевской — 34 чел.; - деревня Лупшер — 2 чел.; - деревня Майбурово — 2 чел.; | - деревня Пальшины — 6 чел.; - деревня Першина Гора — 0 чел.; - село Пушья — 207 чел.; - деревня Романово — 0 чел.; - деревня Стрелково — 0 чел.; - деревня Южаки — 111 чел. |